# Elina Tissen
Elina Tissen (* 19. Juli 1986 in Krasny Chaban, Oblast Orenburg, Russische SFSR) ist eine deutsche Profiboxerin und Weltmeisterin der Verbände WIBF, GBU und GBC, zum Teil in mehreren Gewichtsklassen.

## Leben
Geboren in der damaligen Sowjetunion, übersiedelte Elina Tissen im Alter von 12 Jahren mit ihren Eltern nach Deutschland. Sie ließen sich in Warendorf bei Münster nieder, wo Elina eine Ausbildung zur Erzieherin abschloss und die deutsche Staatsbürgerschaft annahm.
Im Jahr 2005 fiel dem Boxtrainer Maiki Hundt bei einem Tanztraining ihre schnelle Beinarbeit auf und er sprach sie auf ihre Veranlagung zur Boxerin an. Daraufhin absolvierte sie ein Probetraining und fand Gefallen an der Sportart. 2006 absolvierte sie ihr Profidebüt und wurde zwei Jahre später Weltmeisterin. 2009 schien wegen ständig auftretendem Belastungsasthma ihre Karriere in Gefahr; nachdem die Stimmbänder als Problemquelle erkannt worden waren, war eine Behandlung erfolgreich.
Elina Tissen hält Weltmeistertitel im Superbantamgewicht, Superfedergewicht und im Federgewicht, die letztgenannten verteidigte sie im Juni 2013 in Essen gegen die Österreicherin Doris Köhler. Am 18. Mai 2018 schlug Elina Tissen ihre Herausforderin Nina Meinke (Berlin) in einem auf 10 Runden angesetzten Kampf nach Punkten. Sie bleibt damit weiterhin als Weltmeisterin ungeschlagen.